# Gloria Rosa
Gloria Rosa, född 4 februari 1958, är en puertoricansk bågskytt. Hon deltog vid olympiska sommarspelen 1988.